# ادیب صابر
شرف‌الادباء شهاب‌الدین ادیب صابر بن‌اسماعیل ترمذی (نیمه یکم سده ۶ق/۵۴۶ق) شناخته شده به ادیب صابر شاعر ایرانی از ترمذ بود. او در زمان سلجوقیان می‌زیسته‌است.
شهاب‌الدین در ترمذ ادب آموخت و شاعری آغاز کرد. سپس در جوانی به خراسان رفت و به فراگیری دانش پرداخت. پس از آن او در شهرهایی مانند مرو، بلخ و خوارزم روزگار گذراند. او در اشعارش خود را صابر و گاه ادیب خوانده‌است. ادیب مدتی به فراگیری ریاضی و فلسفه و مطالعه نظم شاعران عرب، زندگانی و معارف آنها، تاریخ ایرانیان و اعراب و شعر شاعران فارسی‌زبان پرداخت.

## مرگ
طبق روایتی، صابر به دستور خوارزمشاه اتسز، در آب جیحون غرق شده است، اما علی محمدی، مریم حسینی و انتصار پرستگاری در مقاله‌ای نشان داده‌اند این روایت صحیح نیست و صابر به مرگ طبیعی درگذشته است.

## اثرها
- دیوان شعر ادیب صابر